# Intriga en Hawái
Intriga en Hawái es el nombre que se dio en Hispanoamérica y España al programa de televisión Hawaiian Eye (Detective hawaiano).
Una serie de televisión estadounidense, comedia de detectives, que se emitió por la cadena televisiva ABC, desde el año 1959 hasta 1963, creada por el escritor y productor de televisión Roy Huggins. Estuvo interpretada por Robert Conrad, Anthony Eisley, Connie Stevens, Poncie Ponce, luego se sumó Grant Williams y en la última temporada Troy Donahue.
Ambientada en los hermosos paisajes tropicales hawaianos, se enfocaba en las investigaciones, entre divertidas y misteriosas, realizadas por el personal y los colaboradores de una agencia de detectives privados, quienes disfrutaban de una coqueta oficina situada en la playa junto a la piscina y al bar de un hotel, en Honolulu.

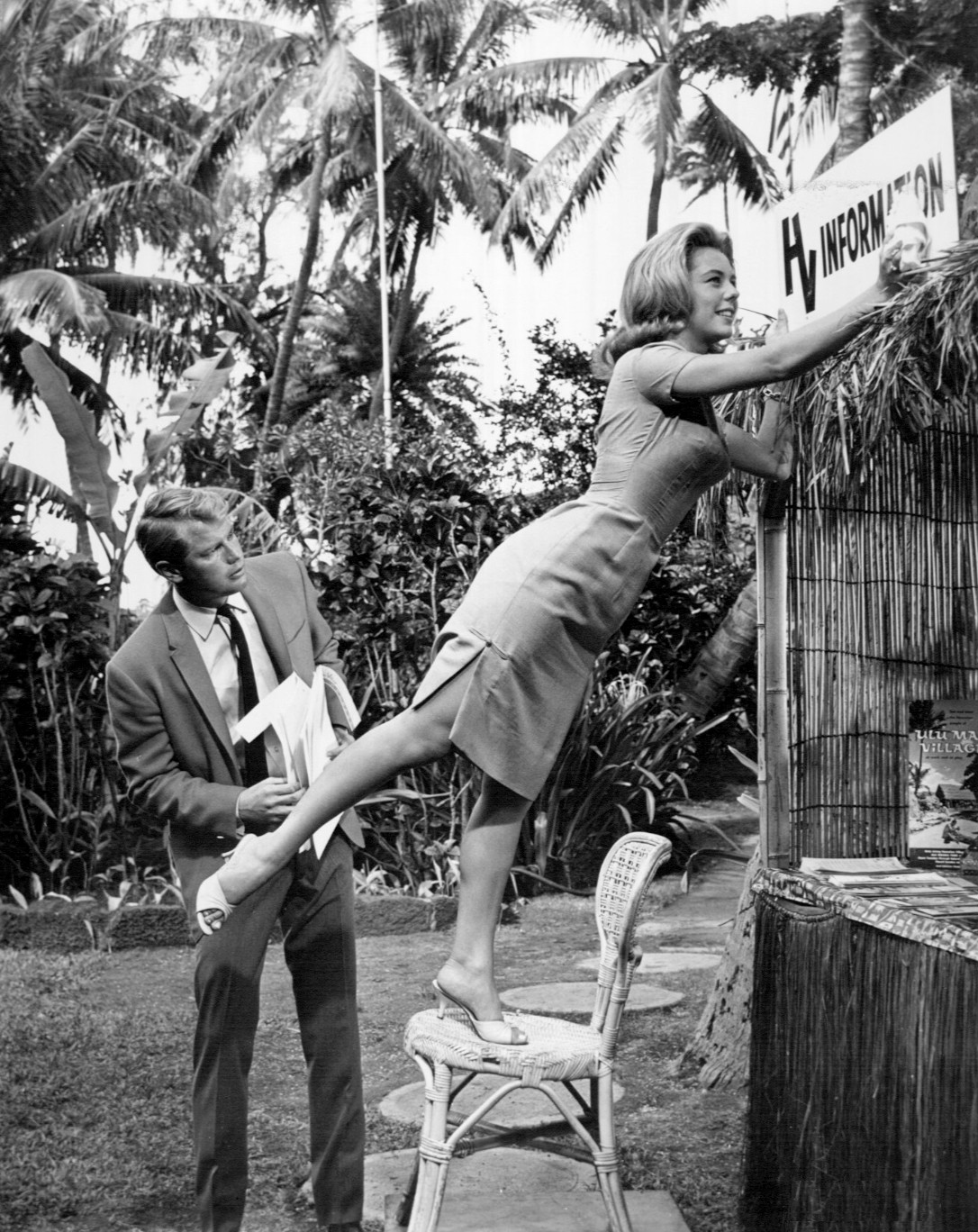
Troy Donahue y Tina Cole, en Intriga en Hawái.

## Argumento
La serie, centrada en los casos de una agencia de detectives y empresa de seguridad privada, llamada Hawaiian eye (Detective hawaiano), en las playas de Honolulu, Hawái, y sus propietarios, dos elegantes detectives de tipo duro, hábiles y astutos, Tomas Jefferson Lopaka «Tom» (Robert Conrad) y su socio Tracy Steele (Anthony Eisley), veterano de la guerra de Corea y exdetective de la policía de la ciudad. Su principal cliente es el Hawaiian Village Hotel (Hotel Aldea Hawaiana), el cual, a cambio de los servicios de seguridad, proporciona a la agencia una oficina privada, de lujo, en los jardines del hotel. 

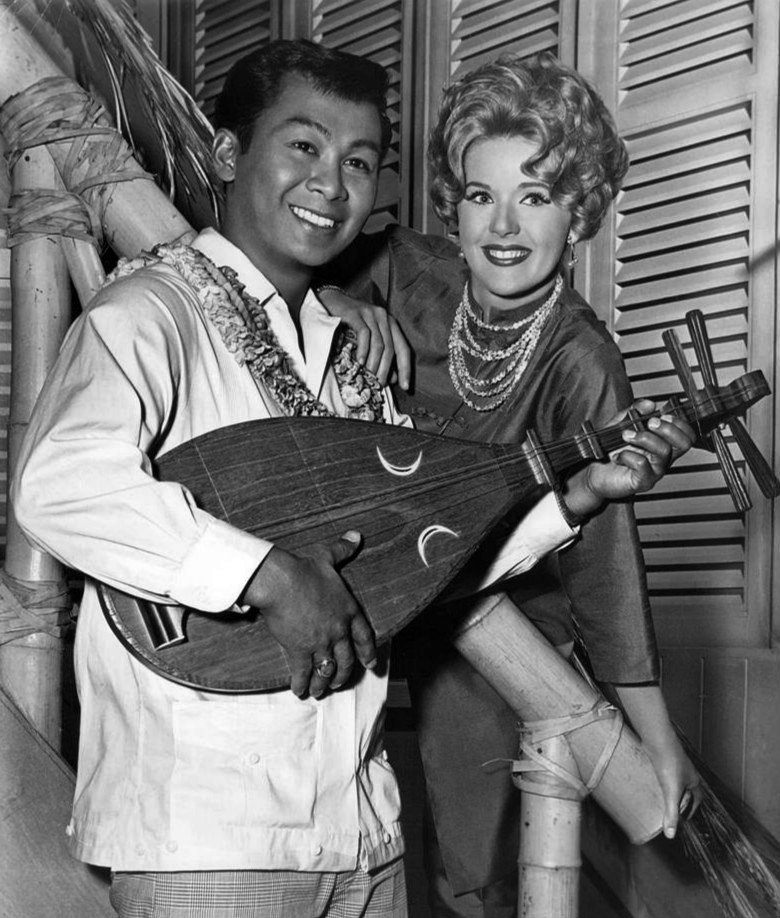
Connie Stevens y Poncie Ponce, en Intriga en Hawái.

Desde la oficina el personal de la agencia investiga los casos, que van surgiendo en el hotel, realizan tareas de vigilancia, y protegen a los clientes, muy a menudo recurren a la ayuda de sus amigos, la hermosa rubia fotógrafa Cricket Blake (Connie Stevens), quien además es cantante en el bar del hotel, y el desenfadado conductor de taxi, hawaiano, Kazuo «Kim»  Quisado (Poncie Ponce), quien se caracterizaba por usar un singular sombrero de paja y estrafalarias camisas hawaianas, que canta, toca el ukelele, y tiene "parientes" en todas las islas de Hawái, a los que recurre por ayuda en algunos casos, provocando numerosas situaciones cómicas.
En una segunda etapa de la serie, se unió a la agencia como socio, Greg McKenzie (Grant Williams), un ingeniero que se volvió detective. En la última temporada Tracy Steele se apartó de la serie, entonces llegó un nuevo director de relaciones públicas del hotel, Philip Barton (Troy Donahue), quien colaboraba con los detectives, consiguiendo a través de su contacto en la policía, el Teniente Danny Quon, información vital para resolver los casos.

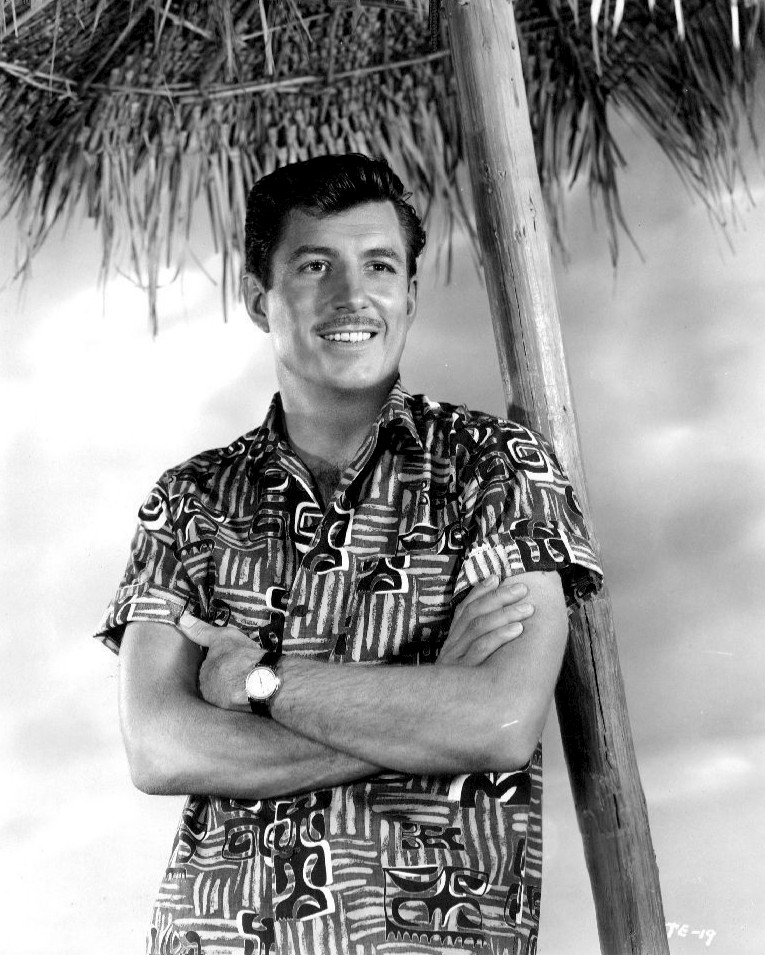
Anthony Eisley, en Intriga en Hawái en 1961

### Personajes ocasionales

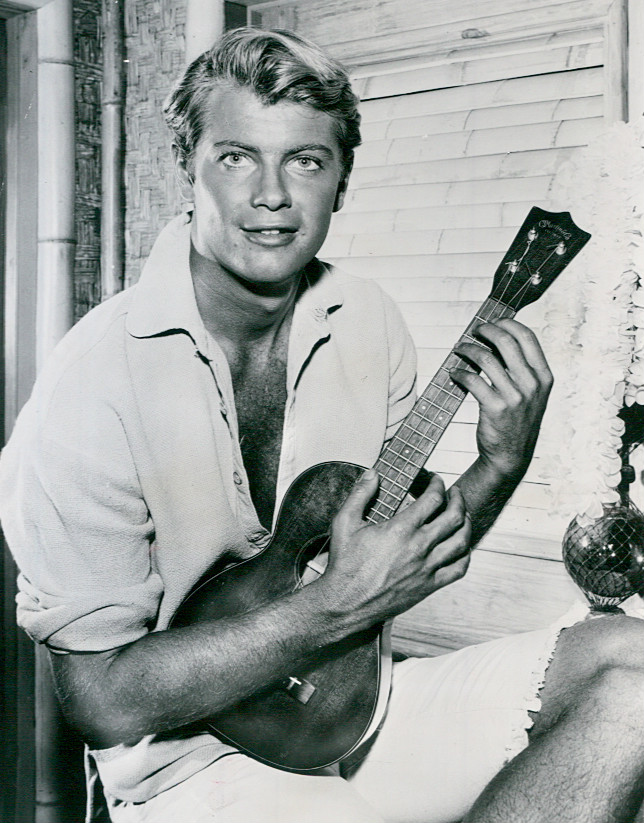
Troy Donahue, en Intriga en Hawái.

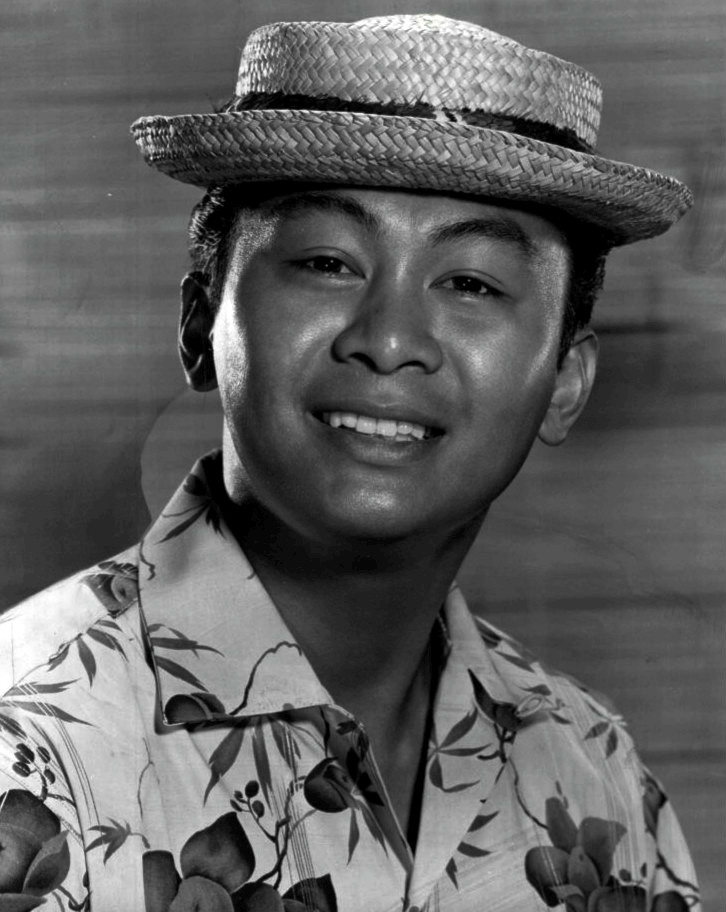
Poncie Ponce, y su infaltable atuendo, sombrero de paja y llamativa camisa hawaiana, en Intriga en Hawái de 1959.